# 네모 (가수)
네모 메틀러(Nemo Mettler, 1999년 8월 3일 ~ )는 간단히 네모(Nemo)라는 이름으로 잘 알려진 스위스의 가수이자 래퍼이다. 바이올린, 피아노, 드럼을 연주한다. 2024년 "The Code"라는 노래로 유로비전 송 콘테스트 2024에서 우승하여 1988년 이후 스위스에게 첫 우승을 안겨주었다.